# Kyle Nelson (beisbolista)
Kyle Bartlett Nelson (San Francisco, California, 8 de julio de 1996), más conocido como Kyle Nelson, es un jugador profesional estadounidense de béisbol que se desempeña en la posición de lanzador en Arizona Diamondbacks, equipo de las Grandes Ligas de Béisbol (MLB).

## Carrera
Nelson hizo su debut en la MLB con el equipo Cleveland Indians, en el cual jugó dos temporadas (2020-2021), después pasó a Arizona Diamondbacks, donde lleva jugando tres temporadas.